# Jiangcheng (köpinghuvudort i Kina, Yunnan Sheng, lat 24,42, long 102,81)
Jiangcheng är en köpinghuvudort i Kina. Den ligger i provinsen Yunnan, i den sydvästra delen av landet, omkring 72 kilometer söder om provinshuvudstaden Kunming. Antalet invånare är 70 812. Befolkningen består av 35 035 kvinnor och 35 777 män. Barn under 15 år utgör 19,0 %, vuxna 15-64 år 70 %, och äldre över 65 år 10,0 %.
Runt Jiangcheng är det tätbefolkat, med 356 invånare per kvadratkilometer. Jiangcheng är det största samhället i trakten. 
Genomsnittlig årsnederbörd är 1 044 millimeter. Den regnigaste månaden är juni, med i genomsnitt 211 mm nederbörd, och den torraste är februari, med 12 mm nederbörd.